# Tom Ritzy Hülsmann
Tom Ritzy Hülsmann (Tréveris, Alemania, 11 de abril de 2004) es un futbolista alemán que juega como portero en el SKN St. Pölten de la 2. liga.

## Primeros años
Se le conoce por su segundo nombre, Ritzy.

## Trayectoria
Ingresó en la cantera del club alemán Bayern de Múnich a los doce años procedente del Eintracht Tréveris.

## Estilo de juego
Es conocido por su altura.

## Vida personal
Es natural de Tréveris (Alemania). Ha considerado al internacional alemán Manuel Neuer como su ídolo futbolístico. Su hermano menor, Gregory Randy Hülsmann, juega también como portero en el equipo sub-17 del 1. FC Kaiserslautern.

## Estadísticas

### Clubes
Actualizado al último partido disputado el 24 de febrero de 2024.
| Bayern de Múnich II · Alemania        | 4.ª           | 2021-22       | 3  | 6  | — | — | — | — | 3  | 6  |
| Bayern de Múnich II · Alemania        | 4.ª           | 2022-23       | 7  | 11 | — | — | — | — | 7  | 11 |
| Bayern de Múnich II · Alemania        | 4.ª           | 2023-24       | 8  | 14 | — | — | — | — | 8  | 14 |
| Bayern de Múnich II · Alemania        | Total club    | Total club    | 18 | 31 | 0 | 0 | 0 | 0 | 18 | 31 |
| Total carrera                         | Total carrera | Total carrera | 18 | 31 | 0 | 0 | 0 | 0 | 18 | 31 |
| (1) Hace referencia a goles encajados |               |               |    |    |   |   |   |   |    |    |